# Alex Wayman
Alex Wayman (11 januari 1921 - 22 september 2004) was een Amerikaans tibetoloog en Indiakundige.
Wayman behaalde zijn bachelor in 1948, master in 1949 en werd doctor in 1959 bij de Universiteit van Californië in Los Angeles. In 1966 trad hij aan als visiting professor aan de Columbia-universiteit en werd een jaar later, in 1967, professor Sanskriet aan dezelfde universiteit tot 1991.
Wayman schreef veel boeken over het boeddhisme en boeddhistische logica, met een grote invloed uit tantrische thema's uit het Tibetaans boeddhisme.